# André Marchand
Pour les articles homonymes, voir Marchand et André Marchand (homonymie).
André Marchand (Aix, 10 février 1907 - Arles, 29 décembre 1997) est un peintre et lithographe français de la nouvelle École de Paris.

## Biographie
D'ascendance paternelle flamande et d'ascendance maternelle méridionale, André Marchand a onze ans lorsqu'il perd sa mère, ce dont il gardera une blessure inguérissable. Il fait ses études secondaires chez les Jésuites d’Aix où son père est professeur de mathématiques et commence à peindre à quatorze ans, prenant la Montagne Sainte-Victoire pour modèle de ses premières aquarelles.

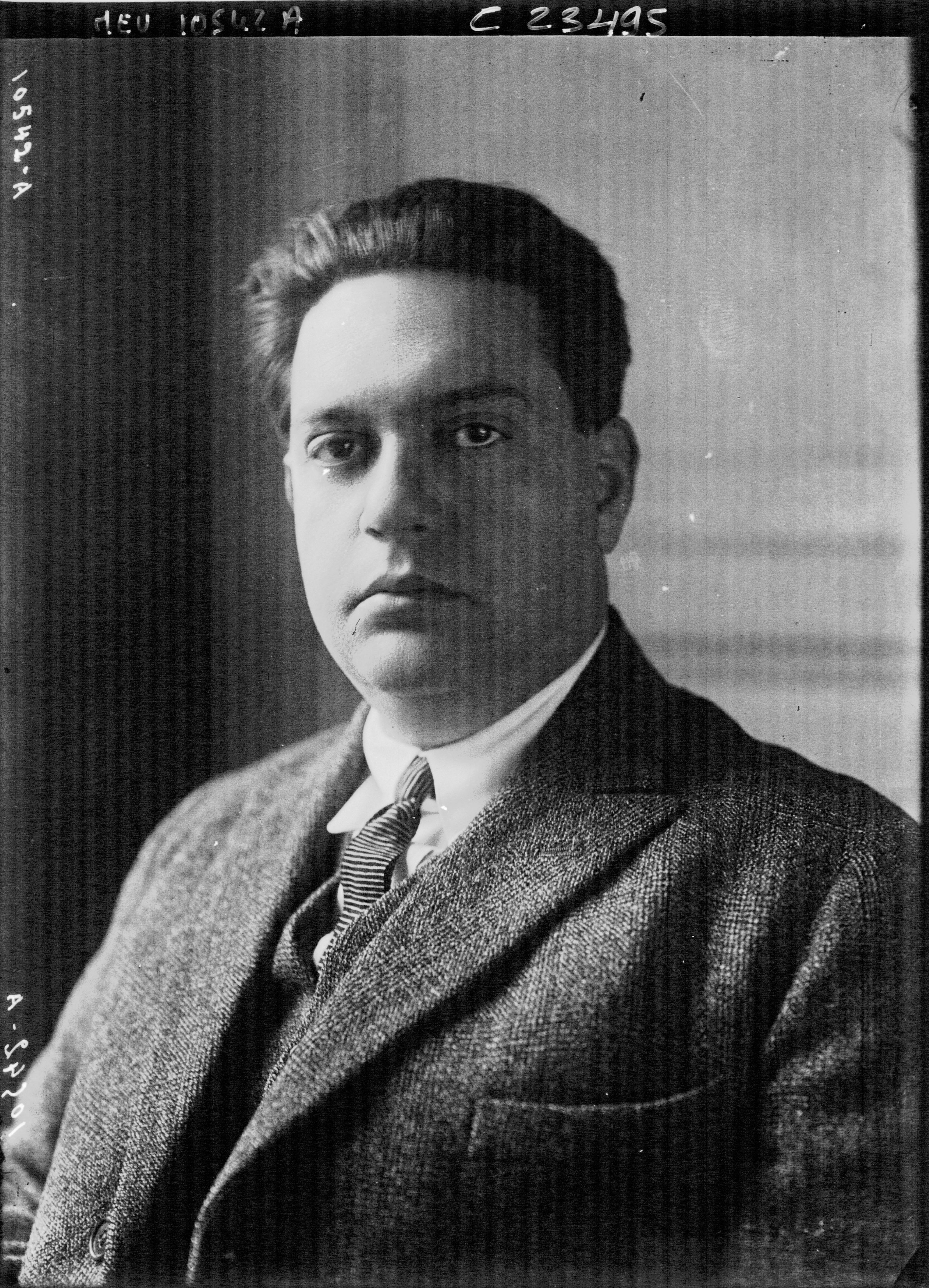
Darius Milhaud

En 1926, André Marchand rompt avec son père puis vient à Paris où il ne connaît personne. Pour gagner sa vie, il travaille comme manœuvre dans une entreprise de bâtiment. Au cours de quatre années difficiles, il ne fréquente pas l’École des Beaux-Arts mais inlassablement le Louvre. Il retrouve l'aixois Darius Milhaud et se lie, par ailleurs, à Francis Gruber et à Pierre Tal Coat. Il commence en 1932 à exposer au Salon d'automne, puis au Salon des indépendants et gravite autour du groupe Forces nouvelles. Après un voyage en Algérie, en 1933, à Biskra, aux portes du désert, qui lui fait une forte impression, il travaille quelques années sur les bords de la Méditerranée, à Toulon, Hyères puis Saint-Rémy-de-Provence. À l’arrivée du Front populaire, le peintre Signac l’envoie au « Congrès des intellectuels communistes » qui se tient à Moscou pour y représenter la jeune peinture française. Il compose alors les décors et costumes de la "Suite provençale", ballet de Darius Milhaud, et de "Mireille" pour Rouché à l'Opéra-comique.

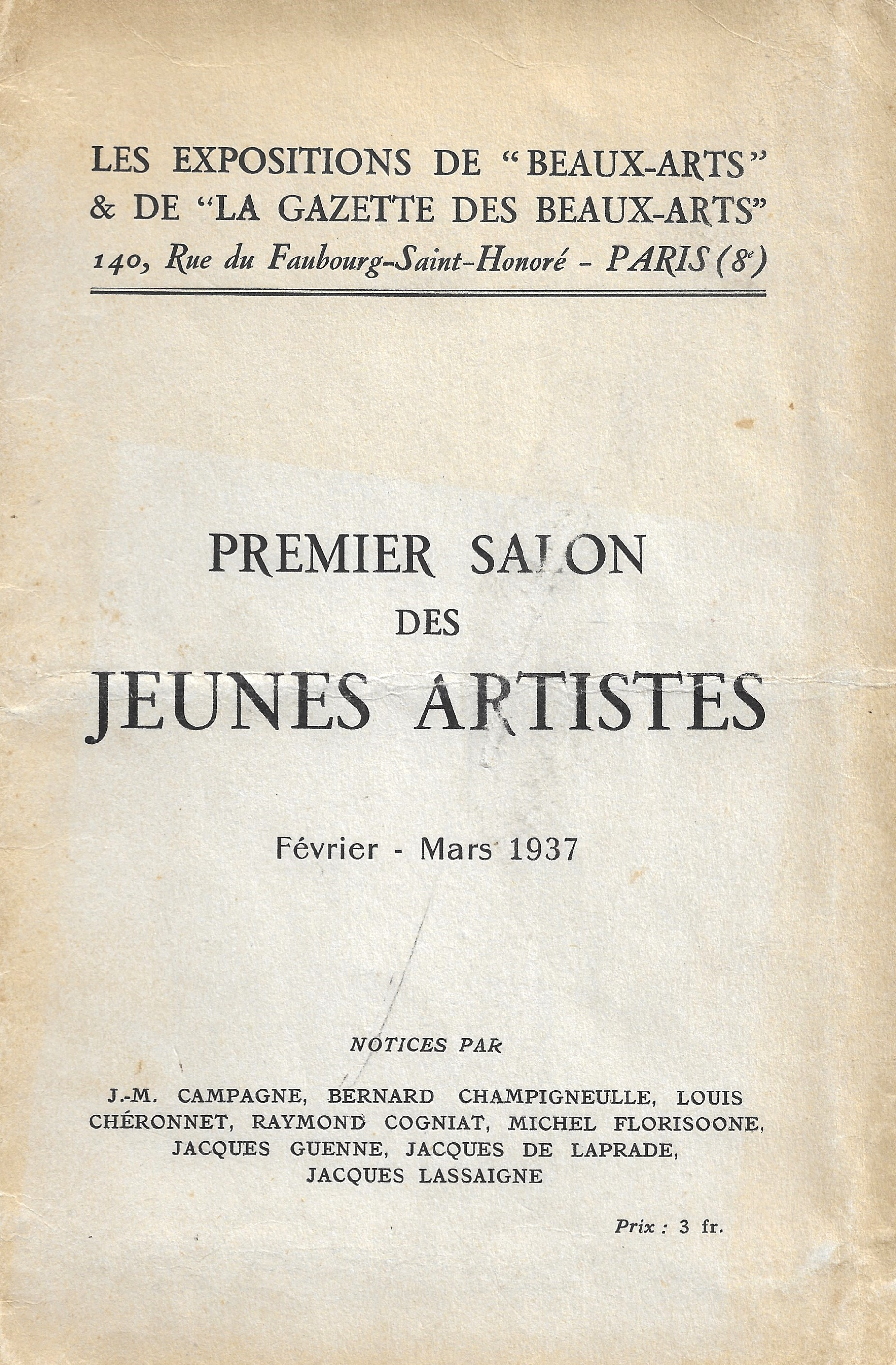
Catalogue du Premier salon des jeunes artistes, Paris, 1937, l'une des premières expositions collectives auxquelles participe André Marchand, auprès notamment de Jean Bertholle, Jean Le Moal, Charlotte Henschel et Charles Walch.

En 1937, André Marchand reçoit, pour La jeune fille et le paralytique, le prix Paul-Guillaume destiné à distinguer le talent d’un jeune peintre. Cette toile fait partie d’une série d'œuvres monochromes où des personnages hiératiques, sans rapport entre eux, sont disposés devant des paysages quasi-désertiques, dans une atmosphère proche de la peinture métaphysique de Chirico. Marchand travaille en 1939 dans les Pyrénées lorsqu'il est mobilisé et affecté en Champagne au Quartier général du général Gamelin. Il doit ensuite traverser en juin 1940 la France à pied et, mitraillé par des chasseurs bombardiers, échappe de peu à la mort. Quand il relève la tête, il est ébloui à la vue d’un champ de coquelicots. Mais la couleur n’envahit sa palette que peu à peu. Démobilisé et replié à Aix-en-Provence, il compense, par exemple, le rouge vif d’un ciel par la présence de trois grandes Parques noires. Braque en félicitera Marchand : « Vous avez le sens de la lumière noire ».

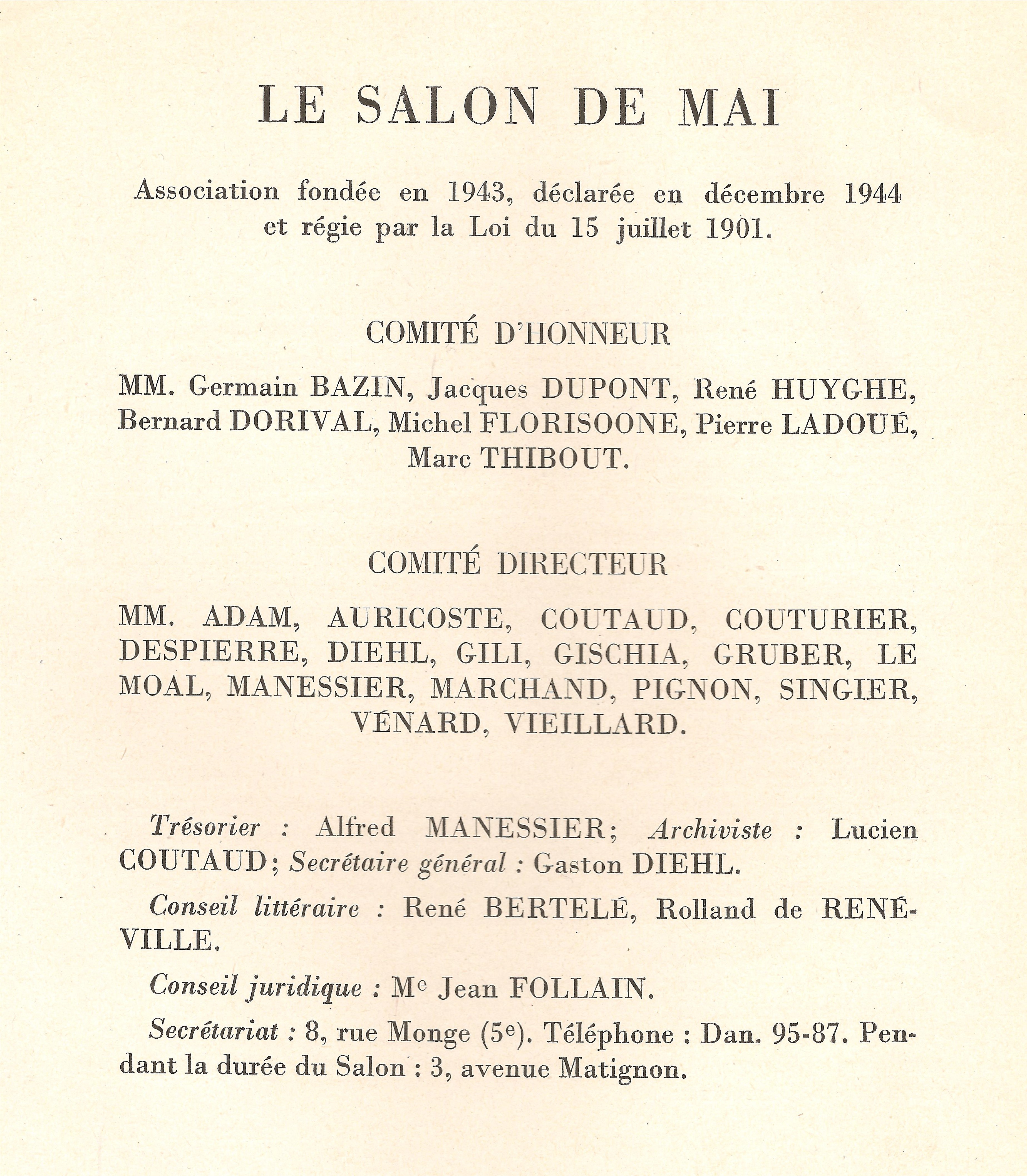
Premier Salon de Mai, 1945

André Marchand participe, avec Beaudin, Berçot, Bertholle, Bores, Coutaud, François Desnoyer, Gischia, Lapicque, Lasne, Lucien Lautrec, Raymond Legueult, Le Moal, Manessier, Pignon, Suzanne Roger, Singier, Tal Coat et Charles Walch à l'exposition Vingt jeunes peintres de tradition française organisée en 1941 à Paris par Bazaine. Installé à Paris rue Campagne-Première, il est en 1943 l'un des fondateurs du Salon de mai qui s'ouvre pour la première fois en 1945 et y participera durant vingt ans.
En 1942 Louis Carré expose André Marchand qui séjourne à Saulieu durant l'hiver 1943, réalisant ses premières toiles de neige, et travaille dans la forêt de Fontainebleau. Aimé Maeght lui propose en 1944 un atelier à Vence puis dans le Vieux Cannes, lui commande cinquante lithographies pour Provence noire et lui offre en 1946 la chance d’être le premier artiste à ouvrir sa galerie de la rue de Téhéran, pari risqué car Marchand est encore inconnu du grand public, mais gagné : ses Arlésiennes remportent un vif succès et les expositions de Marchand se succèdent dans le monde entier. Aussitôt, Aimé Maeght lui propose de faire une seconde exposition l’année suivante. Mais le public parisien, qui l’avait considéré comme un peintre de la Provence au soleil implacable, semble désorienté devant les nouvelles toiles qui figurent un monde végétal complexe où la lumière ne peut que s’infiltrer. En 1946 l’artiste s’est en effet fixé en Bourgogne au cœur de la végétation foisonnante d’une forêt primaire. L’exposition est un échec.
Ébranlé par ce désaveu, Marchand cherche à se ressourcer sur sa terre natale en Provence. Jacques Latour, le conservateur du musée Réattu d’Arles, lui offre d'y installer son atelier. L'artiste loge alors alternativement en cet atelier, à l'hôtel ou chez des amis, jusqu'à 1955 où il s'installera dans un appartement de l'immeuble situé au 94, quai Saint-Pierre. À partir de 1949 Marchand trouve la plupart de ses motifs en Camargue où il observe sans cesse les taureaux et les vols de flamants.
En 1950 il peint en Toscane et en Ombrie puis s'engage dans la série de ses Vies silencieuses (natures mortes). Alors que des expositions rétrospectives de son œuvre sont présentées aux Pays-Bas et en Belgique, ses toiles connaissent un succès international. Leur cote est équivalente à celles de Dufy et de Chagall. Aussi est-il difficile de comprendre dans quelles circonstances un artiste mondialement connu ait pu ensuite disparaître de la scène médiatique.
En 1955 il illustre, "sous le signe des "stil life" (vies silencieuses)", le catalogue de luxe annuel ou liste des grands vins de la maison Nicolas.
Marchand est-il victime de son mauvais caractère ? Il se montre, en effet, tellement exigeant pour la mise en place de ses expositions que certains galeristes le trouvent infréquentable. Lui-même fuit tout contact avec ses admirateurs pour ne pas gaspiller son temps qu’il consacre entièrement à ses recherches picturales. De même, il refuse d’être professeur aux Beaux-Arts, d’être membre de l’Institut et de recevoir la Légion d’honneur. Pour pallier cet isolement, ses proches entretiennent à travers le monde un réseau de collectionneurs de ses tableaux, ce qui lui évite l’épreuve de nouvelles expositions mais l’éloigne toujours plus du public et des media.
Cette vie solitaire le conduit en 1963 à se lancer dans une peinture semi-abstraite pour rendre, par exemple, les assauts du Mistral sur la ville d’Arles. Un voyage au Mexique et au Guatemala en 1967 lui permet de retrouver son goût pour des compositions structurées aux couleurs vives. Pour rendre toute la variété des lumières qu’il trouve en 1957 à Belle-Île-en-Mer, Marchand, après une série de peintures réalisées entre 1959 et 1963, se sert de 1964 à 1972 de l’aquarelle dont il est considéré comme un maître. De même, dans ses Respirations marines il est parvenu à rendre les mouvements complexes de l’océan.
Marchand a-t-il été victime d’une blessure d’amour propre ? Il envisageait en effet d’installer sa fondation au musée Réattu où il avait travaillé. Apprenant ce projet, Picasso offrit à ce musée 56 dessins ce qui rendait impossible d’y installer la fondation. Marchand en fut profondément blessé. Et pourtant, André Marchand s’était révélé lui aussi un dessinateur exceptionnel que Matisse admirait. À 90 ans, quelques mois avant sa mort dans son appartement du quai Saint-Pierre à Arles, il manifestait une vitalité étonnante qui l’incitait, chaque matin, à assurer la mise en forme de sa main en reproduisant les remous du Rhône.
André Marchand disait : « Un peintre fait toujours le même tableau et le jour de sa mort, il a l’impression qu’il n’est même pas commencé ». Ses trais nous restent fixés par le portrait qu'en brossa Tal Coat en 1933 et que conserve le Musée d'art moderne de la ville de Paris.

## L'œuvre
Les thèmes de prédilection de la peinture d'André Marchand sont les paysages de Provence, les forêts de Bourgogne (à partir de 1946), les taureaux et les flamants roses de Camargue, les hirondelles d'Arles et les mouettes des Saintes Maries (à partir de 1949), les architectures d'Arles, plus tard les rivages de Belle-Île-en-Mer mais aussi les « vies silencieuses » des natures mortes et les figures féminines des Baigneuses (1950), des Parisiennes et des Arlésiennes.
Alors que ses premiers tableaux comportaient un grand nombre de personnages, Yvon Taillandier observe que de 1950 à 1957 André Marchand a privilégié le thème de la mer qui « est constitué d'abord par le ciel, l'eau et la mer. Ces éléments sont confondus : il n'y a pas de ligne d'horizon ni de ligne de côte. Le soleil est toujours représenté par un cercle apparaissant sous l'eau ou, du moins, au milieu des flots. Les festons qui indiquent les vagues couvrent la plage où sont assises les baigneuses et échoués les bateaux. Marchand supprime les volumes, comme il supprime la perspective atmosphérique et linéaire. Il brise les formes des objets, digues, coques, voilures, afin que le solide, le liquide et l'aérien ne soient jamais séparés. Il utilise souvent des lignes claires sur fond sombre et donne ainsi l'impression d'un dessin inversé, comme les reflets dans l'eau sont des images inversées ». Il s’est finalement consacré à la célébration de la nature sans références humaines. Son empathie pour la végétation était telle qu’il disait ressentir en lui le passage du vent dans les feuilles de l’arbre qu’il peignait.
Nombre de ses œuvres figurent dans les plus importants musées du monde. En 2007 deux importantes expositions furent organisées à Marseille et Saint-Rémy de Provence. À la suite de donations, la collection du musée Estrine, musée de France à Saint-Rémy de Provence où Marchand avait eu l'occasion de séjourner, détient de très nombreuses œuvres importantes, peintures et dessins de cet artiste réalisés entre 1933 et 1965. Les cinq ouvrages de bibliophilie illustrés par Marchand sont également réunis dans cette collection.
[Cet artiste ne doit pas être confondu avec André Marchand, né et décédé à Paris, 1877-1951, élève de Bonnat, Detaille et Toudouze, membre de la S.A.F. à partir de 1898, médaillé en 1904 et 1920, qui séjournait l'été au moulin de Lizelier à Iteuil (Vienne), et a peint la campagne de ce pays.]

### Illustration
- Armand Lunel, La maison de la femme peinte, six lithographies originales, couverture lithographiée et ornements d'André Marchand, deux cent cinquante exemplaires numérotés, Éditions du Rocher, Monaco, 1945.
- Gabriel-Joseph Gros, Le Bouquet de la mariée, trente lithographies, pointes sèches et eaux-fortes originales hors-texte par Maurice Asselin, Michel Ciry, Jean-Joseph Crotti, Hermine David, René Demeurisse, André Derain, Othon Friesz, Édouard Goerg, Edmond Heuzé, Marie Laurencin, Robert Lotiron, André Marchand, Kostia Terechkovitch, Louis Touchagues… six cent trente exemplaires numérotés, Marcel Sautier Paris, 1945.
- Provence noire, Éditions Pierre à Feu, 1946.
- André Gide, Les Nourritures terrestres, Éditions Grenier à sel, Paris, 1948.
- Julien Green, Le Visionnaire, lithographies originales et lettrines d'André Marchand, cent quatre-vingt six exemplaires numérotés, Éditions Grenier à sel, Paris, 1950[7].
- Raymond Queneau, Petite cosmogonie portative, lithographies originales d'André Marchand, Les Francs Bibliophiles, Paris, 1954[8].
- Saint-John Perse, Amers, 20 lithographies originales en couleurs d'André Marchand, Les Bibliophiles de Provence, Paris, 1962.
- Vingt fables de La Fontaine (sous la direction de Jean Cassou, au profit de la Croix-Rouge française), lithographies originales d'Yves Alix, Alexander Calder, Cassandre, Jules Cavaillès, Antoni Clavé, Paul Colin, Lucien Coutaud, Salvador Dali, Hermine David, André Dunoyer de Segonzac, Valentine Hugo, Félix Labisse, Jacques Lagrange, André Marchand, Édouard Pignon, Dom Robert, Georges Rohner, Marc Saint-Saëns et Louis Touchagues, quarante et un exemplaires numérotés, Éditions C. de Acevedo, 1966.

### Écrit
- André Marchand, « Le poids des choses », dans ouvrage collectif sous la direction de Gaston Diehl, Les problèmes de la peinture, Éditions Convergences, 1945.

## Expositions

### Expositions personnelles

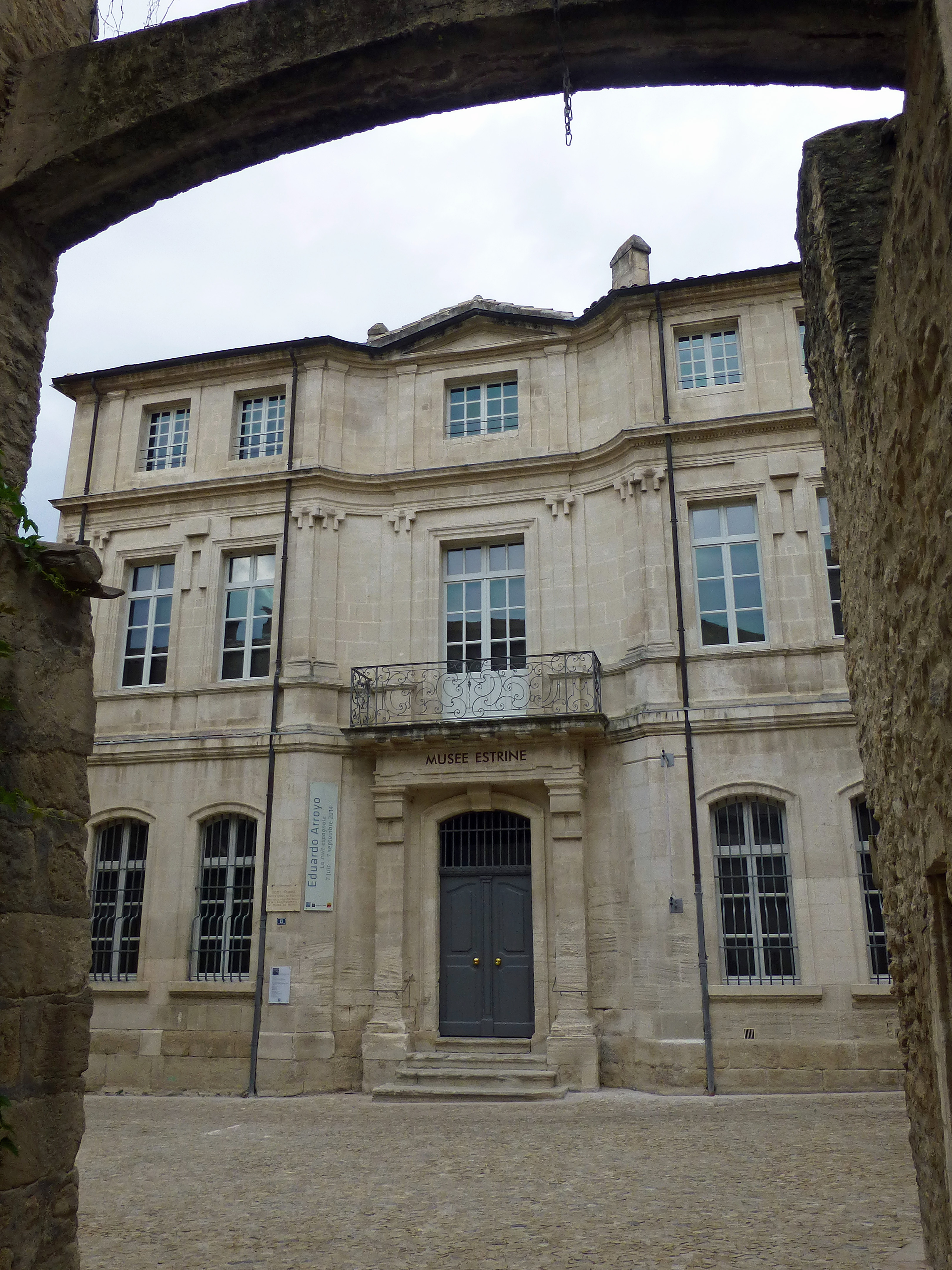
Musée Estrine, Saint-Rémy-de-Provence

- Galerie Louis Carré, Paris, 1942, 1943.
- Galerie Maeght, Paris, 1947[3].
- Galerie Wildenstein, Londres, de 1949 à 1954.
- Galerie P. Matisse, New York, 1952.
- Galerie Visconti, Paris, 1952, 1954, 1955.
- Cent tableaux d'André Marchand, Galerie Charpentier, Paris, juin-juillet 1956[9].
- Galerie David et Garnier, Paris, mai 1957 (La mer, gouaches)[6], mai 1958 (Œuvres récentes)[10].
- Château-musée de Cagnes-sur-Mer, 1959.
- André Marchand - Rétrospective, Musée Réattu, Arles, 1963.
- Galerie Jean-Claude Bellier, Paris, mai-juin 1965, 1967.
- Musée de Mexico, 1967.
- Galerie Emmanuel David, 1970.
- André Marchand - Aquarelles récentes, Galerie Saint-Germain, Paris, novembre 1973.
- Galerie Ducastel, Avignon, 1976.
- Galerie Artfrance, Paris, 1979[11], 1983.
- Danis Stinson Gallery, Los Angeles, 1984.
- Galerie de la Présidence, Paris, avril-mai 1986, 1988.
- Galerie Yokohama, Osaka, 2001.
- André Marchand, 1907-1997 - Itinéraire d'un peintre ou les chemins de la solitude, Palais des arts, Marseille, juin-septembre 2007[12].
- André Marchand, "le chef-d'œuvre inconnu", Musée Estrine, Saint-Rémy-de-Provence, septembre-novembre 2007[13].
- Hommage à André Marchand - Figures et vies silencieuses, Musée des Jacobins, Morlaix, juin-novembre 2010[14],[15].
- La Provence d'André Marchand, chapelle du Méjan, Arles, septembre-décembre 2012[16].
- Maison Louis Carré, Bazoches-sur-Guyonne, mai-septembre 2014[17],[18].
- André Marchand - Itinéraire d'un peintre provençal - Les dix ans de la donation Violaine Menu-Branthomme, Musée Estrine, Saint-Rémy-de-Provence, juillet-novembre 2017[19],[20].

### Expositions collectives
- Salon d'automne, Paris, à partir de 1930[3].
- Salon des indépendants, Paris, à partir de 1931[3].
- Salon de mai, Paris, membre fondateur, vingt participations à partir de 1945.
- Biennale de São Paulo, 1953, 1961.
- Biennale de Venise, 1954.
- French painters from the collection of Eric Estorick (en) : Bernard Buffet, Antoni Clavé, Bernard Lorjou, André Marchand, André Minaux, Michel Patrix, Paul Rebeyrolle, Midland Group Gallery (en), Nottingham, février 1955 ; Newcastle upon Tyne, mars-avril 1955 ; York, mai-juin 1955[21].
- Art figuratif - Yvette Alde, Bernard Buffet, Jean Carzou, Bernard Lorjou, André Marchand, Michel Patrix, Gabriel Zendel, Galerie Paul Raffray, Paris, mars 1961.
- Grands maîtres, petits formats - Pierre Bonnard, Philippe Cara Costea, Jean Commère, Henri-Edmond Cross, Honoré Daumier, André Derain, Charles Despiau, Charles Dufresne, Raoul Dufy, André Dunoyer de Segonzac, Georges Feher, Tsugouharu Foujita, Édouard Goerg, Jean Jansem, Charles Marcon, André Marchand, Henri Matisse, André Minaux, Alain Mongrenier, Roger Mühl, Jules Pascin, Pierre-Auguste Renoir, Georges Seurat, Paul Signac, Maurice de Vlaminck, Jacques Van den Bussche, Galerie Jean-Claude Bellier, décembre 1964.
- Un chemin vers la couleur, Musée Daubigny, Auvers-sur-Oise, avril-août 2014[22].
- Vues : un siècle de regard sur les Alpilles - Auguste Chabaud, Albert Gleizes, Raymond Guerrier, André Marchand, Mario Prassinos, Maurice-Élie Sarthou, René Seyssaud, Jacques Winsberg, Musée Estrine, Saint-Rémy-de-Provence, mars-mai 2015[23].
- Dix ans d'acquisitions - 2006-2016, Musée Granet, Aix-en-Provence, 2016[24].
- Le bel été des peintres en Bretagne, Maison des Traouïero, Perros-Guirec, juin-septembre 2016[25].
- Mères, Maries, marais, écologie d'un mythe, musée de la Camargue, Arles, novembre-décembre 2016[26].
- De la table au tableau, Musée Regards de Provence, Marseille, mars-octobre 2019[27].
- Les chemins du Sud, une théorie du mineur, Musée régional d'Art contemporain Occitanie, Sérignan, juin-novembre 2019[28].

## Réception critique
- « Il est visible qu'André Marchand a veillé à n'être prisonnier d'aucun système et cherché au contraire à se dégager de ceux auxquels il pouvait avoir successivement recours. Ainsi devenu maître d'une nature rétive et fuyante, voici qu'il l'anime peu à peu en y introduisant ces soleils tournants qui avaient frappé Van Gogh, voici qu'il écrase la pierre comme une blanche tache vivante, voici qu'il tord, éclate ces branches, voici qu'il agite ces ruines. Et comme pour multiplier ses chances de découverte, il appelle la nuit pour qu'elle lui offre des mêmes paysages comme un inépuisable et gigantesque négatif. Par là, il rejoint cependant à force de dureté, de pureté, de synthèse, l'autre pente, celle de l'analyse et de la richesse.Marchand n'est pas insensible à la poésie, au charme de la facile et souple beauté (ses gouaches de marines sont légères et gracieuses comme des Dufy. Il a été pris aussi par la directe, palpable, onctueuse matière des paysages de Bourgogne : terres grasses, verdures épaisses, fermes luisantes qui se reflètent dans les étangs ou les eaux mortes. Là, il n'est pas besoin d'inventer mais plutôt d'enfermer, comme sous un émail, ces reflets, ces richesses infinies des décompositions, ces moisissures, ces teintes profondes de l'humidité, ces mousses, ces écorces, bref toute cette apparence de Courbet écrasé que prend parfois la nature. » - Jacques Lassaigne[29]
- « Multiple, divers, protéiforme, avant d'en arriver à la peinture qu'ont révélés ses dernières expositions, si plastique et si pure, dans son élégante acuité et son raffinement, que l'on pense à l'art chinois, André Marchand avait débuté par un art assez proche de celui d'Henri Jannot, de Robert Humblot et de Georges Rohner. Réagissant, comme eux, contre le cubisme et le tableau surface plane, il faisait, comme eux, appel au métier de la tradition, et installait des formes très modelées dans un espace perspectif qu'éclairait le clair-obscur.  Comme eux aussi, parmi les maîtres du passé, il préférait les plus sévères, ceux qui, à force de discipline et d'ascétisme, étaient parvenus, par le dépouillement, à la plus haute qualité de style : Piero della Francesca, Paolo Uccello, voilà, en 1935, ses dieux. À leur exemple, il donne le pas au dessin sur la couleur, à la forme sur l'atmosphère, à la composition sur l'exécution... Que l'expressionnisme d'André Marchand ne soit pas concession à une mode, ni même fruit de circonstances favorisant le développement d'une inquiétude intime, mais qu'il constitue bien un des traits de sa nature, c'est ce qu'a établi l'évolution de sa peinture. » - Bernard Dorival[3]
- « La lumière telle que la conçoit Marchand est déconcertante. Au lieu d'être reçue par les objets, elle en émane. La suppression du modelé n'indique plus la situation de la source lumineuse : c'est la couleur qui semble émettre des rayons. Dans certains tableaux, le ciel, la mer et la terre se confondent et le rond du soleil se trouve au cœur du paysage et l'éclaire du dedans. Le cerne, dans d'autres peintures, est clair, tandis que la forme est sombre : la lumière semble sortir de l'objet par ses bords. Enfin, chacun de ses tableaux a sa lumière particulière : c'est la lumière verdâtre de la forêt, ou bien la lumière blanchâtre de l'hiver givré, ou encore la lumière rougeâtre du coucher du soleil. » - Yvon Taillandier[30]
- « Le souci de la composition tempère ses élans panthéistes. Rien de théorique : avec André Marchand, peintre avant tout, il ne peut s'agir que de peinture. Une peinture roborative, un regard jeune, émerveillé. L'artiste aime tant la vie de la nature qu'il voudrait la restituer sous toutes ses faces. Il n'est jamais meilleur que quand il gorge la toile du fouillis végétal et fait gicler la lumière. » - Pierre Mazars[11]
- « On redécouvre aujourd'hui les œuvres de ce créateur authentique, de cet inventeur de formes aux subtilités chromatiques proches de l'abstraction. André Marchand a marqué la peinture française depuis la fin des années 1930 jusqu'aux années 1960. Proche du groupe Forces nouvelles avec Pierre Tal Coat, Georges Rohner et Robert Humblot, puis de Francis Gruber, il acquiert sa propre écriture dans les années 1940, lorsqu'il travaille aux Baux-de-Provence. Il évolue par la suite vers un certain maniérisme. » - Gérald Schurr[31]

## Prix et distinctions
- Prix Paul-Guillaume, 1937[3].
- Prix Arches pour le dessin, 1952.

## Collections publiques

### Algérie
- Musée national des Beaux-Arts d'Alger.

### Australie
- Galerie d'art de Nouvelle-Galles du Sud, Sydney, une lithographie[32].

### Belgique
- Musée d'art moderne et d'art contemporain de Liège.
- Centre de la gravure et de l'image imprimée, La Louvière[33].

### États-Unis
- Museum of Modern Art, New York, Le couteau, huile sur toile, 46 × 55 cm (ancienne collection Sam A. Lewisohn (en))[34].
- National Gallery of Art, Washington, vingt lithographies originales pour Amers de Saint-John Perse (ancienne collection Paul Mellon)[35].

### France
- Musée Granet, Aix-en-Provence
  - Jeux de l'été, huile sur toile[24].
- Musée du vieil Aix, Aix-en-Provence.
- Musée Réattu, Arles.
- Musée d'Aups.
- Musée des Années Trente, Boulogne-Billancourt.
- Musée d'Art moderne de Céret.
  - L'Arlésienne I, 1952, dessin, 65x50.5cm[36].
  - L'Arlésienne II, 1952, fusain sur papier carte, 65x50,5cm[36]..
  - L'automne vert, 1950, huile sur toile, 33x41cm[36]..
  - La prairie, 1951, fusain sur papier vergé, 48.2x63cm[36]..
- Musée d'Art Roger-Quilliot, Clermont-Ferrand.
- Musée de Grenoble.
- Musée Regards de Provence, Marseille.
- Musée Cantini, Marseille.
  - Flamants en Camargue, 1951, fusain sur papier, 50x65cm[36]..
- Musée des Jacobins, Morlaix
  - Respirations marines, deux œuvres[15]
  - Équinoxe de printemps à Roscoff, huile sur toile, 46x55cm.
- Musée des Beaux-Arts de Nancy
  - Paysage de neige, huile sur toile, 1940[37].
- Département des estampes et de la photographie de la Bibliothèque nationale de France, Paris.
- Musée d'art moderne de la ville de Paris
  - Porte de Clignancourt, huile sur toile 68x85cm, vers 1935
  - L'otage, huile sur toile 130x162cm, vers 1943
  - Falaises au vent d'ouest, huile sur toile 100x81cm, 1958.
- Musée national d'Art moderne, Paris
  - La lumière de l'oiseau, huile sur toile 195x130cm, 1955[38].
- Musée Estrine, Saint-Rémy-de-Provence[39]
  - plus de cent œuvres dont Portrait de la fleuriste, 1937[40].

### Israël
- Musée de Tel Aviv.

## Collections privées
- Henri Adam-Braun[41].
- Louis Carré, Bazoches-sur-Guyonne[18]
- Yolande et Lucien Clergue[42].
- Eric Estorick (en), Londres[21].
- Gérard Oury[43].
- Usine métallurgique de Pont-à-Mousson[30].

#### Monographies
- G. P. Brabant, André Marchand, Éditions Braun, Paris, 1954 (22 p. et XVI illustrations).
- Lydia Harambourg, André Marchand, 1907-1997 - Itinéraire d'un peintre ou les chemins de la solitude, Association Regards de Provence, 2007.
- Michel Bépoix, André Marchand, coédition Palantines/musée de Morlaix, 2010.
- Marie Magnan, Elisa Farran, Philippe Latourelle, Michel Bépoix, Violaine Menu-Branthomme (textes) et Jean Bernard (photographies), La Provence, André Marchand , Éditions Acte Sud / Musée Estrine, Arles, 2012, 238 p. (présentation en ligne).

#### Catalogues d'expositions
- André Marchand, peintre de la couleur, texte de Jean Bonnet, galerie Motte, Genève, 1953.
- André Marchand, texte de Jacques Lassaigne, Galerie Charpentier, Paris, 1956.
- André Marchand, texte de Bernard Dorival, Musée Reattu, Arles, 1956.
- André Marchand, Château-Musée de Cagnes, Cagnes-sur-Mer, 1959.
- André Marchand, exposition rétrospective 1933-1963, texte de Bernard Dorival, Musée Réattu, Arles, 1963.
- André Marchand, galerie Jean-Claude Bellier, texte de Jacques Lassaigne, Paris, 1965.
- André Marchand, textes de Jacques Lassaigne et Bernard Dorival, galerie Emmanuel David, Paris, 1970.
- André Marchand, Structures en Méditerranée, Galerie Saint Germain, Paris, 1973.
- André Marchand, extraits de Bernard Dorival, Jean Bouret et André Marchand, Art France, Paris, 1979
- André Marchand, Œuvres de 1980 à 1983, textes d'André Marchand et d'Odile Vivier-Marchand, Art France, Paris, 1983.
- André Marchand, Paintings from 1973 to 1983, texte d'Odile Vivier-Marchand, Art France / Danis-Stinson Gallery, Palm Desert, CA, 1984.
- André Marchand - Quinze ans d'aquarelle, Galerie de la Présidence, Paris, 1988.
- André Marchand, Le chef-d'œuvre inconnu, texte de Philippe Latourelle et Jean-Marie Magnan, Musée Estrine, Saint-Rémy de Provence, 2007.
- André Marchand, Retour à Aix, texte de Michel Bépoix, Hôtel Estienne de Saint-Jean, Aix-en-Provence, 2009.
- André Marchand, Figures et vies silencieuses, Musée de Morlaix, 2010.
- André Marchand chez Louis Carré, Maison Louis Carré, textes d'Asdis Olafsdottir, Violaine Menu-Branthomme et Laurent Lecomte, Bazoches-sur-Guyonne, 2014 (lire en ligne).
- Brigitte Olivier et Éric Mercier, André Marchand, une si insolente liberté, Gray, Éditions ville de Gray, juillet 2021.

#### Ouvrages généraux
- Jacques Lassaigne, « Drames d'André Marchand », L'Amour de l'art, vol.I, 1945 (consulter en ligne)
- Waldemar-George, De Ingres à nos jours - Corps et visages féminins, Éditions d'Art et d'industrie, 1955.
- Bernard Dorival, Les peintres du XXe siècle du cubisme à l'abstraction, 1914-1957, Éditions Pierre Tisné, 1957.
- Yvon Taillandier, « Les toiles aquatiques de Marchand », Connaissance des arts, n°63, mai 1957.
- Georges Charbonnier, Le monologue du peintre, Julliard, 1959.
- Yvon Taillandier, « André Marchand et les découvertes du monde », Connaissance des arts, no 85, mars 1959.
- Raymond Nacenta, The School of Paris - The painters and the artistic climate of Paris since 1910, Oldbourne Press, 1960.
- Pierre Cabanne, Le Midi des peintres, collection « Tout par l'image », Hachette, 1964.
- Michel Hoog, Peintres contemporains, Mazenod, 1964.
- Claude Verdier, Dictionnaire universel de l'art et des artistes, Hazan, 1967.
- René Huyghe, de l'Académie française, et Jean Rudel, L'art et le monde moderne, Larousse, 1970.
- Dictionnaire des artistes contemporains, La Connaissance S.A., Bruxelles, 1972.
- Sous la direction de Robert Maillard, Dictionnaire universel de la peinture, Dictionnaires Le Robert, 1975.
- Pierre Mazars, Jean-Marie Dunoyer et Jean Selz, L'année de la peinture, Calmann-Lévy, 1980.
- Patrick-F. Barrer, L'histoire du Salon d'automne de 1903 à nos jours, Arts et Images du Monde, 1992.
- Gérald Schurr, Le Guidargus de la peinture, Les Éditions de l'Amateur, 1996.
- Emmanuel Bénézit, Dictionnaire des peintres, sculpteurs, dessinateurs, graveurs, Gründ, 1999.
- Jean-Pierre Delarge, Dictionnaire des arts plastiques modernes et contemporains, Gründ, 2001.
- Lydia Harambourg, Dictionnaire des peintres de l'École de Paris, 1945-1965, Éditions Ides et Calendes, Neuchâtel, 1993  (ISBN 2825800481); nouvelle édition, 2010, p. 325-327  (ISBN 978-2-8258-0241-0).
- Jean-Marie Magnan, « L'Arles vécue d'André Marchand », Bulletin des amis du vieil Arles pour la protection de son patrimoine historique et esthétique, no 139, décembre 2008 (lire en ligne).

### Filmographie
- Avis de recherche : André Marchand, de Daniel  Le Comte, 2007 [présentation en ligne] : Quelques mois avant sa mort, André Marchand accepte d’être interviewé, passant en revue sa longue carrière parsemée de succès, d’échecs, de surprises et de rencontres avec les grands artistes de l’époque, Braque, Matisse, Bonnard qui l’apprécient et Picasso qui le jalouse.